# Abelsonit
Abelsonit – minerał organiczny pierwszy raz wykryty w 1975 roku w próbkach łupków bitumicznych pochodzących z Green River Formation w hrabstwie Uintah. Nazwa pochodzi od nazwiska odkrywcy Philipa Hauge’a Abelsona, amerykańskiego fizyka.